# Tipula kwanhsienana
Tipula kwanhsienana är en tvåvingeart som beskrevs av Alexander 1934. Tipula kwanhsienana ingår i släktet Tipula och familjen storharkrankar. Inga underarter finns listade i Catalogue of Life.